# After Twenty Years
After Twenty Years je kratka zgodba ameriškega pisatelja O. Henryja (psevdonim Williama Sydneya Porterja). Zgodba govori o policistu v srednjih letih, ki hodi naokoli po ulicah New Yorka. Na poti naleti na lopova, ki mu pove, da čaka na starega prijatelja, s katerim sta se domenila, da se čez natanko dvajset let srečata točno na tistem mestu. Policaj se v pogovoru ne izda in kasneje pošlje drugega policaja, da lopova aretira. 

## Zgodba
Okoli desete ure zvečer po ulicah New Yorka patruljira policaj, ki pred neko trgovino odkrije neznanca, ki je kadil cigaro. Policaj ga vpraša, kaj tam počne, in neznanec mu odgovori, da se je pred dvajsetimi leti s prijateljem domenil, da se čez dvajset let dobita na določenem mestu. To mesto je bilo restavracija Big Joe Brady's, ki je nekoč delovala na mestu, na katerem je neznanec čakal svojega prijatelja. Neznanec nato policaju izda, da je pred dvajsetimi leti v tej restavraciji večerjal s prijateljem Jimmyjem Wellsom, in da je Jimmy Wells tisti, na katerega čaka. Policaj in neznanec se naprej pogovarjata, medtem ko čas mineva in je deseta ura že mimo, vendar neznančevo zaupanje v Jimmyja Wellsa, da bo vendarle prišel, ne usahne. Policaj se čez nekaj časa poslovi od neznanca in odide. 
Zatem na prizorišče stopi drugi mož, ki nagovori neznanca in se Bobu (tako je neznancu ime) predstavi kot Jimmy Wells. Bob in Jimmy se zapleteta v nostalgični pogovor, kako je Bob uspel na zahodu, kamor se je po njuni večerji odselil, in kako je v preteklih dvajsetih letih šlo kaj Jimmyju. Jimmy Boba povabi, da gresta na nek drug kraj, kjer se bosta pogovorila o dobrih starih časih. Moža počasi začneta korakati po ulici, z ramo ob rami. Na vogalu, kjer je bilo bolj osvetljeno, Bob ugotovi, da mož, s katerim koraka po ulici, ni Jimmy. Drugi mož se nato izkaže za policista in aretira Boba, ki naj bi ga zavoljo svojih kriminalnih dejanj iskali v Chicagu. Po aretaciji policist preda Bobu sporočilo od policista Wellsa in izkaže se, da je bil tisti policist, ki je patruljiral po ulicah, prav Jimmy Wells in da je vendarle pravočasno prišel na dogovorjeno mesto. Ko pa je Jimmy ugotovil, da je Bob tisti, ki ga iščejo v Chicagu, se je umaknil in poslal drugega policaja, da Boba aretira. 

## Interpretacija
Zgodba je napisana tako, da bralcu ne pove bistva vse do konca.  Vrh zgodbe je trenutek, ko Bob prebere Jimmyjevo pismo. 
Bob prvemu policaju pove, da je zapustil mesto, da mu je šlo v preteklosti dobro in da se je sedaj vrnil, da pokaže to, da mu je šlo v preteklosti dobro. Bob prav tako pove, da Jimmy Wells nikoli ni bil kaj prida podjeten in da dvomi, da mu je šlo v preteklosti tako dobro kot njemu. Te izjave se v zaključku ironično obrnejo proti njemu.  Druga ironija te zgodbe je ta, da si je Bob nabral bogastvo po nezakonitih poteh, zdaj pa bo končal v ječi, medtem ko se je Jimmy odločil, da bo na pošten način služil denar, in ni pristal v ječi. 
Tema zgodbe je relativnost denarja in materialnih dobrin. Gre za to, da se avtor sprašuje, kaj je vredno več, na nemoralen način pridobiti materialno bogastvo ali na pošten način živeti, se prebijati iz dneva v dan in obenem v sebi ohraniti moralno bogastvo.  Druga tema zgodbe je človeška narava in notranji moralni konflikti. Policaj Jimmy se gre sestat s starim prijateljem, a kmalu ugotovi, da njegovega prijatelja iščejo oblasti. Jimmy se tako znajde v položaju, ko se mora za nekaj odločiti - pozdraviti in sprejeti prijatelja ali ga izdati in aretirati. Jimmy se odloči za zadnje, kar bi v drugih okoliščinah verjetno obveljalo za izdajstvo in nemoralno dejanje, vendar pa Jimmy glede na opis na začetku zgodbe v očeh bralca ostane moralni lik. 